# Slieve Donard
Lo Slieve Donard (in gaelico irlandese Sliabh Dónairt) è un monte situato nella contea di Down, Irlanda del Nord. L'altitudine di 850 metri lo rende il monte più alto dell'Irlanda del Nord e anche della più ampia provincia dell'Ulster e la diciannovesima cima dell'isola d'Irlanda. Si trova a soli 3 km dal Mare d'Irlanda.

## Nome
Lo Slieve Donard prende il nome da san Donard, conosciuto in gaelico come Domhanghairt o Domhanghart. Era un seguace di san Patrizio e fondò un monastero a Maghera. Secondo la tradizione fu incaricato dallo stesso san Patrizio di occuparsi dei dintorni del monte, a livello religioso ovviamente. La leggenda narra che non sia mai morto, ma diventato un eterno guardiano del monte.
In era pagana la montagna era chiamata Sliabh Slainge, nome del figlio di Partholón, ritenuto il primo fisico dell'Irlanda. Stando agli Annali dei Quattro Maestri sarebbe morto nel 2533º anno dalla fondazione del mondo e sepolto in un tumulo della montagna.

## Geografia
Lo Slieve Donard si trova nel versante nord-orientale delle montagne di Mourne. Dalla cima si arriva al mare passando per due ulteriori cime, seppure più basse, la Millstone (460 m), la Thomas e la Crossone. Due glen separano la Slieve Donard dalla vicina Slieve Commedagh, la seconda montagna più alta delle Mourne.
Sulla cima del Donard c'è un tumulo e una piccola torre di pietra, che fu costruita come rifugio. La torre fa parte del Mourne Wall, che sormonta i fianchi occidentali e orientali del monte.

## Accesso alla vetta
La salita non è difficile, sebbene il sentiero sia parecchio eroso in varie parti. Di recente è stato realizzato un sentiero lastricato in pietra nelle parti più ripide. Dalla cima si può godere di una vista spettacolare della costa ma anche di Dublino e Belfast.

## Galleria d'immagini

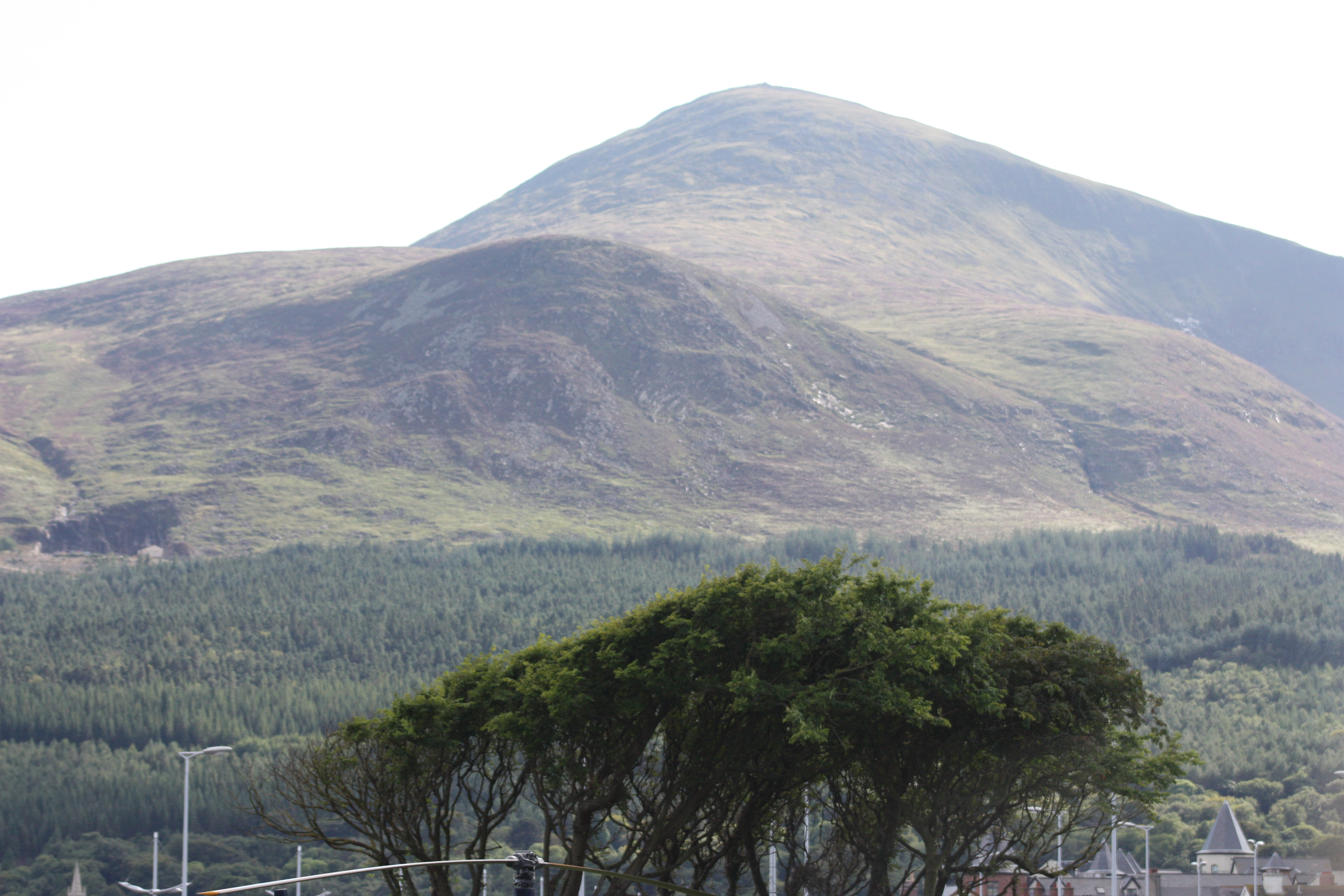
Slieve Donard da Newcastle
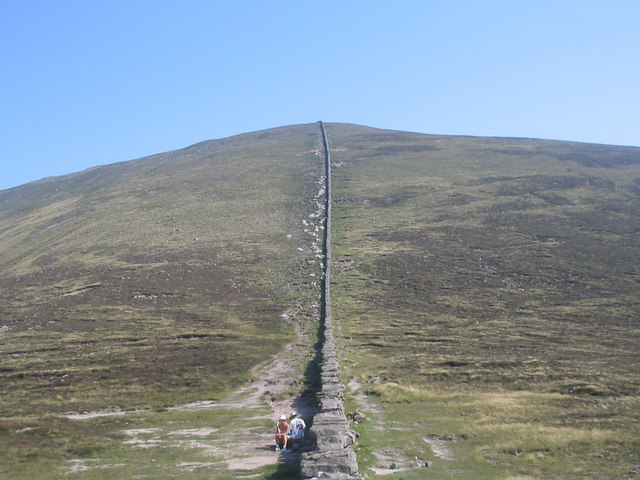
Il Mourne Wall sul Slieve Donard
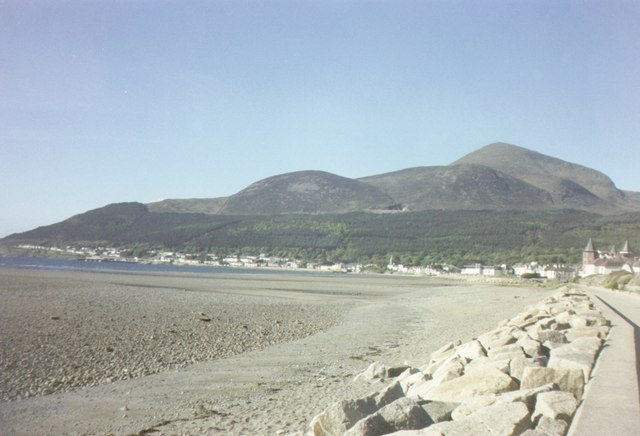
Slieve Donard (destra) e Newcastle
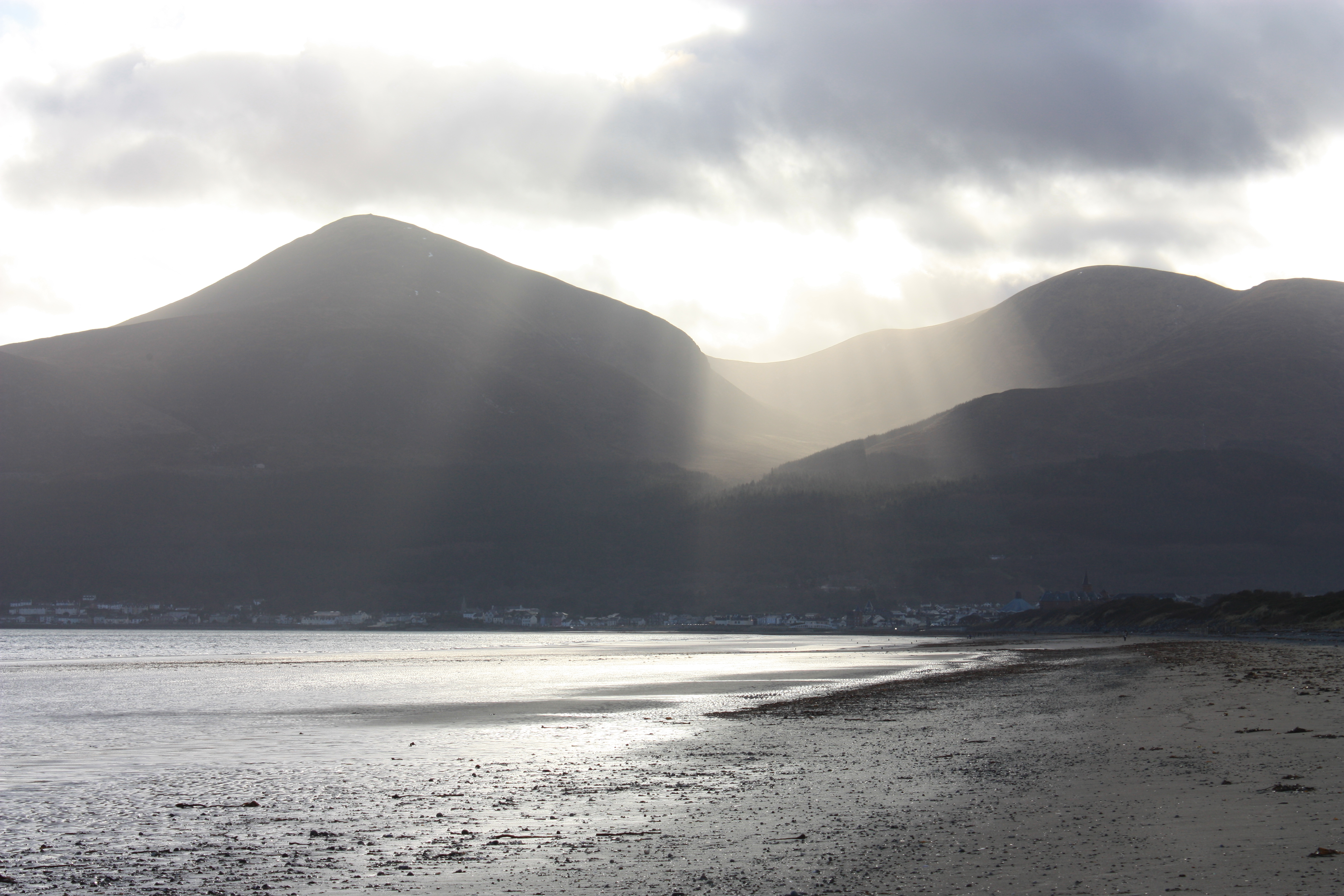
Slieve Donard e Slieve Commedagh (a destra) da nord-est